# Hathazari Upazila
Hathazari Upazila är ett underdistrikt i Bangladesh. Det ligger i den sydöstra delen av landet, 200 km sydost om huvudstaden Dhaka.
Trakten runt Hathazari Upazila består till största delen av jordbruksmark. Runt Hathazari Upazila är det mycket tätbefolkat, med 2 181 invånare per kvadratkilometer.